# Czarna Glina
Czarna Glina – wieś w Polsce położona w województwie świętokrzyskim, w powiecie ostrowieckim, w gminie Ćmielów.
W latach 1975–1998 miejscowość administracyjnie należała do województwa tarnobrzeskiego.
Wieś sołecka - zobacz jednostki pomocnicze gminy Ćmielów w  BIP
Wierni kościoła rzymskokatolickiego należą do parafii Wniebowzięcia Najświętszej Maryi Panny w Ćmielowie.

## Historia
W czasie powstania styczniowego wieś była miejscem zbiórki powstańców z okolic Ćmielowa. Sformowany tu oddział, pod dowództwem Kazimierza Kozickiego, dołączył do oddziałów powstańczych Mariana Langiewicza w Wąchocku.
W 1863 r. miała tu również miejsce potyczka w której zginęło dwóch powstańców: Julian Olczyk i Henryk Wójcicki. Ich mogiły znajdują się w lesie, nieopodal wioski.

## Zabytki
- mogiła powstańców 1863 r., wpisana do rejestru zabytków nieruchomych (nr rej.: A.597 z 24.05.1993)[7]
- kapliczka leśna; podczas powstania styczniowego, ks. Kacper Kotkowski odprawiał w niej msze dla powstańców